# Hada suffusa
Hada suffusa là một loài bướm đêm trong họ Noctuidae.